# John Zorn's Cobra: Live at the Knitting Factory
John Zorn's Cobra: Live at the Knitting Factory est un album de John Zorn paru sur le label Knitting Factory en 1995. Il est composé de 14 titres enregistrés chacun à un moment différent de 1992 et avec un groupe de musiciens différent.

## Titres
| 1.    | Hemachatus Hemachatus        | 2:11  |
| 2.    | Naja Naja Atra               | 3:40  |
| 3.    | Many-Banded Krait            | 10:58 |
| 4.    | Taipan                       | 1:30  |
| 5.    | D. Polylepis                 | 3:20  |
| 6.    | Lampropeltis Doliata Syspila | 1:30  |
| 7.    | Boomslang                    | 11:07 |
| 8.    | Maticora Intenstinalis       | 6:13  |
| 9.    | Acanthopis Antareticus       | 4:00  |
| 10.   | Hydrophiidae                 | 5:42  |
| 11.   | Ngu Sam Liem                 | 0:53  |
| 12.   | Ophiophagus Hannah           | 1:25  |
| 13.   | Boulengerina                 | 5:23  |
| 14.   | Laticanda Laticanda          | 2:58  |
| 60:50 |                              |       |